# Coral Springs
Coral Springs je město v okresu Broward ve státě Florida ve Spojených států amerických. Nachází se 32 km severozápadně od Fort Lauderdale. Podle sčítání obyvatel v roce 2020 v něm žilo 134 394 obyvatel. Je součástí metropolitní oblasti Jižní Florida, kde žilo v roce 2015 6 012 331 obyvatel.

## Historie
Území město bylo pronajato 10. července 1963, naplánováno a postaveno společností Coral Ridge Properties, Inc., kterou od roku 1966 vlastní Westinghouse. Podle této společnosti se také město jmenuje a název tak nesouvisí s žádnými prameny, které se v těchto místech ani nenacházejí. Během 2. poloviny 20. století město rychle rostlo a každé desetiletí přibylo přes 35 000 obyvatel. Ve městě platí přísné stavební předpisy, které jsou navrženy tak, aby zachovaly výraznou estetickou přitažlivost města. Efektivní fiskální management městské správy si udržel vysoký rating dluhopisů a město získalo ocenění za svou celkovou obyvatelnost, nízkou míru kriminality.